# Rouergue
Rouergue (en occitano Roergue; en dialecto ruergat Rouèrgue [ruˈeɾɣe]), posteriormente en español Ruergüe,[cita requerida] es una antigua provincia de Francia situada en el Mediodía francés. Desde 1790 corresponde al actual departamento francés de Aveyron, más un pequeño sector noroeste que actualmente corresponde al departamento del Tarn y Garona, y desde 2014 se sitúa en la región administrativa de Occitania.
El gentilicio es rouergat, -e en francés y rouèrgás en dialecto ruergat. Su capital histórica es Rodez (en occitano: Rodés).

## Geografía

Viñeta que indica en rojo la ubicación del Rouergue en la Francia continental europea.

El Rouergue se ubica en el extremo meridional del Macizo Central y limita con Auvernia al norte, Languedoc al sur y sudoeste, Gévaudan/Gavaudan al este y con Quercy/Carcin al oeste.
En la mayor parte de su territorio se suceden montes y mesetas rocosas (llamadas causses) donde los ríos Aveyron, Tarn, Lot y Truyère han excavados profundos valles y gargantas. En Rouergue se encuentran varios causses, algunos compartidos con sus departamentos limítrofes, como el causse Comtal (Aveyron), el causse de Sévérac (Aveyron), el causse Noir (Aveyron y Gard), el causse Rouge (Aveyron) y la meseta del Larzac (Aveyron y Hérault), siendo esta última famosa por ser la cuna del queso de Roquefort.
El norte de Rouergue es limítrofe con el parque natural regional de los volcanes de Auvernia.

### Vulcanismo
Geológicamente, Rouergue es también un pequeño campo volcánico, situado cerca de la comuna de Lassouts; en esta misma región. Los conos volcánicos son redondos como el Puy de Barry. También puede encontrarse restos de algún cráter como en Cabanac, en la comuna de Sainte-Eulalie-d'Olt. Es en esta zona, es donde se encuentra este maar, atravesado por el río Lot, formando un meandro dentro del cráter. El basalto es la roca dominante de este campo volcánico.

## Historia
El causse Comtal, cerca de Rodez, y la región de Villefranche-de-Rouergue tuvieron ocupación humana desde el neolítico y fueron invadidos por tribus celtas en varias oleadas durante los siglos VIII, VI y III A. C. Unos agrupamientos de galos se desprendieron del grupo celta para constituir el pueblo de los rutenos, que fundó la ciudad de Rodez y creó su diócesis antes de la caída del imperio romano. El testimonio de Julio César estima la población de los rutenos en 240.000 personas en el momento de su conquista, una tasa de población alta para la época, como en toda Galia.
Los rutenos fundaron tres ciudades principales: (aquí se dan las únicas transcripciones, las del antiguo celta al latín): Segodonum (montaña del centeno) que es la actual Rodez, Condatemagus (ciudad de la confluencia en el actual barrio de Embarri anejo a Milhau y Carentomagus (ciudad de los padres o ciudad de los parientes), actual Carenton.

Tras la invasión romana al mando de Julio César, el territorio de los rutenos siguió la misma suerte de toda la Galia Transalpina.

En la Edad Media, el territorio fue devastado por la cruzada contra los albigenses durante el siglo XIII, las epidemias de peste de los siglos XIV y XV, y la Guerra de los Cien Años que mermaron su población y su economía. Por el Tratado de Brétigny (firmado en 1360) fue un condado controlado alternadamente por Inglaterra, Armañac y Languedoc. En el siglo XVI, Millau y la región situada al sur del río Tarn se pasaron al protestantismo, por lo que las guerras de religión fueron muy violentas en Rouergue. En ese siglo, la provincia mantuvo un alto grado de actividad económica de la que no se benefició su densa población. El siglo XVII es marcado por numerosas revueltas urbanas (contra la gabelle en Espalion) y rurales (revueltas de Crocantes en 1636-37 y 1643) provocadas por las malas cosechas debidas a problemas climáticos, y el alto precio de los cereales. En 1785, la provincia totalizaba 329.183 habitantes.
Tras haber formado parte del condado de Tolosa Rouergue fue unido a la Guyena y seguidamente (en 1779) pasó a formar parte de la Alta Guyena.

En el siglo XVIII, la población de las principales ciudades no crece pero aumenta la población dispersa en pequeños pueblos y aldeas. La mayoría de los testimonios, encuestas y memorias relativas a Rouergue atestiguan de la miseria constante que ahí impera y de las altísimas cargas impositivas contra las que se repiten revueltas. Desde la Edad Media, Rouergue es tierra de emigración, en un primer tiempo hacia las vecinas Languedoc y Quercy, y hacia París en los siglos XIX y XX gracias al desarrollo del ferrocarril.
Durante la Revolución francesa, la República francesa transformó en 1790 el Rouergue en el departamento de Aveyron por el nombre del río que lo cruza. Cuando en 1808 fue creado el departamento de Tarn y Garona, Aveyron perdió el extremo occidental de su territorio –el cantón de Saint-Antonin-Noble-Val–, de modo que la mayor parte del Rouergue corresponde al departamento de Aveyron y una pequeña parte constituyó y constituye el cantón de Saint-Antonin-Noble-Val en el extremo oriental del departamento de Tarn y Garona.

## Principales ciudades
Además (en segundo lugar el nombre occitano) de Rodez/Rodés (con 38 458 habitantes en 1999) se encuentran Millau/Milhau ( con 22 840 habitantes en 1999); Decazeville/ La Sala (con 17 044 habitantes en 1999) y Villefranche-de-Rouergue/Villafranca-de-Roergue ( con 12 561 habitantes en 1999.)